# Heimskringla

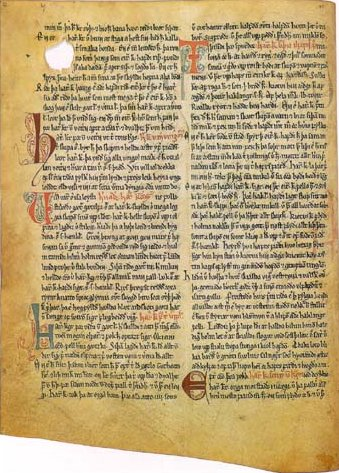
Una pagina manoscritta della saga di Harald Hárfagri.

Heimskringla è il nome norreno di un'opera epica (quasi completamente in prosa) che raccoglie diverse saghe scandinave, messe assieme attorno al 1225 dal poeta, storico e uomo politico islandese Snorri Sturluson (1179 - 1242).

## Fonti
Snorri, nella prima parte della sua opera, fa frequente riferimento al poema epico Ynglingatal ("le geste dei Ynglingar") di Þjóðólfr da Hvinir, del quale include numerosi stralci (mantenuti nella rima originale).
Per le gesta dei re tra 1025 al 1157 Snorri potrebbe aver attinto al Morkinskinna, mentre per Olaf II di Norvegia al Glælognskviða ("poema del mare calmo") di Þórarinn loftunga.
Tuttavia, la principale fonte probabilmente fu la tradizione orale, particolarmente attenta nella trasmissione delle gesta dei re come dei miti degli eroi e degli dèi norreni, nonostante l'arrivo del cristianesimo in Islanda due secoli prima; potrebbe anzi essere stata la pressione della nuova religione, ormai completamente imposta e che non lasciava spazio ai miti antichi del suo popolo, così strettamente connessi alla religione norrena, a spingere Snorri a trascriverli nel tentativo di preservarli.

## Contenuto
Heimskringla contiene storie sui re svedesi e re norvegesi, nonché su alcuni dèi, visti in una ottica prettamente evemerista, quali primi dominatori scandinavi.
L'opera segue Odino e i suoi seguaci dall'est, da Ásaheimr (cioè l'Asia) e Ásgarðr (il regno degli dèi), fino al loro insediamento in Scandinavia e continuare con la loro successione sui nuovi domini. Passati questi ultimi dagli dèi agli uomini (dal dio Freyr a Fjölnir), descrive le gesta di ogni re membro della leggendaria dinastia svedese del casato degli Ynglingar. 
Prosegue narrando le vicende di molti sovrani norvegesi, vissuti tra il X e il XII secolo e arriva fino alla morte di Eystein Meyla nel 1177.
I racconti sono un misto di fantasia e realtà. La prima parte, infatti, è radicata nella mitologia norrena, mentre in seguito le storie sono un insieme di favole e fatti storici come le contese tra i sovrani, la nascita dei regni di Norvegia, Svezia e Danimarca, le spedizioni e le conquiste vichinghe in Inghilterra.
Circa 1/3 dell'opera è occupato dal lungo regno di Óláfr Haraldson, che durò 15 anni. La parte dedicata a Harald Hardråde narra invece la sua spedizione ad est, i suoi brillanti exploit a Costantinopoli, in Siria e Sicilia, le sue battaglie in Inghilterra contro Aroldo II figlio del conte Godwin, dove fu sconfitto, nella battaglia di Stamford Bridge nel 1066, pochi giorni prima della disfatta di Aroldo ad Hastings.
Questa opera è di particolare rilevanza anche per la storia d'Inghilterra. Fu tradotta in inglese nel 1844 da Samuel Laing.

## Suddivisione
Heimskringla contiene le seguenti saghe:
1. Saga degli Ynglingar
2. Saga di Halfdan Svarte (il Nero)
3. Saga di Harald Hárfagri (morto attorno al 931)
4. Saga di Haakon il Buono (morto nel 961)
5. Saga di re Harald Pellegrigia (morto nel 969)
6. Saga di re Óláfr Tryggvason (morto nel 1000)
7. Saga di Óláfr II Haraldsson (morto nel 1030), estratto dalla conversione di Dale-Gudbrand
8. Saga di Magnus il Buono (morto nel 1047)
9. Saga di Harald Hardråde (morto nel 1066)
10. Saga di Olaf Kyrre (morto nel 1093)
11. Saga di Magnus lo Scalzo (morto nel 1103)
12. Saga di Sigurd il Crociato (morto nel 1130) e i suoi fratelli
13. Saga di Magnus il Cieco (detronizzato nel 1135) e di Harald Gille (morto nel 1136)
14. Saga di Sigurd (morto nel 1155), Eystein (morto nel 1157) e Inge (morto nel 1161)
15. Saga di Haakon Herdebrei (morto nel 1162)
16. Saga di Magnus Erlingson (morto nel 1184)

## Curiosità
Questo libro è citato nel romanzo Viaggio al centro della Terra di Jules Verne.